# Nitokris
Nitokris o Nitocris fou sacerdota, reina i faraona de l'antic Egipte, la darrera de la dinastia VI, vers el 2200 aC segons la cronologia màxima i 2100 aC, segons la mínima. Es creu que el seu nom Sa Ra fou Menkare, i el seu nom de naixement Nitocris. És esmentada en la llista de Manethó i en la llista egípcia de reis, on se li dona el nom de Netkreti i Nitokerti.
Manethó li atribueix un regnat de dotze anys mentre que el papir de Torí li reconeix dos anys, un mes i un dia. Cal tenir en compte que a l'antic Egipte es van esborrar noms de dones poderoses, especialment reines, pels seus successors, de manera habitual, a objectes i edificis. Als papirs, els seus enemics i successors les invisibilitzaven o minimitzaven la seva vida i obra. Poc se sap d'ella, probablement va succeir al seu marit i germanastre Merenre II com a regenta del fillastre d'ambdós, Neferka, el nen, i va assolir al cap de poc plens poders.
Amb ella va acabar la dinastia VI i l'Imperi Antic i va començar el primer període intermedi.

## Biografia
Va ser la primera dona a ser reconeguda com a reina completa d'Egipte. És esmentada en les llistes i utilitza el cartutx reservat als faraons. Per la història d'Heròdot, es pensa que va governar un temps mentre el seu marit-germà estava presoner del rebels. Quan va morir a les seves mans, un fill petit seu fou proclamat successor, bé pels rebels o bé per ella mateixa i els seus fidels, assolint ella la seva regència. Després va atreure els caps rebels a una cambra subterrània amb l'excusa de celebrar un banquet en honor de la seva victòria i, durant la celebració, va ordenar inundar-la amb aigua del Nil, desfet-se així de tots ells. Heròdot diu que, per evitar la venjança dels rebels que no eren allí, es va suïcidar tirant-se a les flames vermelles, però això en tot cas va passar algun temps després i podria haver-se suïcidat quan la rebel·lió va triomfar arreu.

## Especulacions i interpretacions
No han arribat a l'actualitat referències contemporànies a ella en biografies de tombes o inscripcions. Se sap de la seva existència perquè en canvi sí que apareix al papir de Torí, en Manethó i en altres fonts posteriors. Manethó diu que va construir la "tercera piràmide", i se suposa que es refereix a Guiza. Sembla que el nom de regnat de Nitokris fou Menkare, i algun autor posterior opina que Manethó potser podia haver confós el nom amb Menkaure (Micerí). Una altra explicació negacionista, també considerada masclista, si no almenys infundada, per persones expertes actuals, especula que, en tot cas, durant el seu regnat, Nitokris hauria restaurat la piràmide i d'aquí es va originar la llegenda de que l'havia construït.